# Reissmesa valdesiana
Reissmesa valdesiana är en tvåvingeart som först beskrevs av Lars Zakarias Brundin 1966.  Reissmesa valdesiana ingår i släktet Reissmesa och familjen fjädermyggor. Inga underarter finns listade i Catalogue of Life.